# 五山乡 (大新县)
五山乡，是中华人民共和国广西壮族自治区崇左市大新县下辖的一个乡镇级行政单位。

## 行政区划
五山乡下辖以下地区：
天水社区、三合村、文化村、温新村、文应村、其山村、宾山村、盘山村和联山村。